# Lerop

Lerop, buurt 8 van wijk 2, Posterholt, Roerdalen

Lerop is een buurtschap in de Nederlandse provincie Limburg, dat behoort bij de gemeente Roerdalen. Het is van oudsher een buurtschap van Sint Odiliënberg. Lerop heeft 160 inwoners (1 januari 2007).
Lerop kenmerkt zich door de agrarische bedrijven voor zowel akkerbouw en fruitteelt als veeteelt. Naast deze bedrijven telt de buurtschap enkele tientallen woningen en een klein gemeenschapshuis. Deze "Leropperhof" is overigens de enige voorziening in Lerop. De hoeve Jongenhof dateert in oorsprong uit de 14e eeuw.
Nabij Lerop liggen het Roerdal en het Leropperveld: open, agrarische ruimten met op sommige plaats bossen. Het riviertje de Roer meandert achter de buurtschap door deze gebieden.

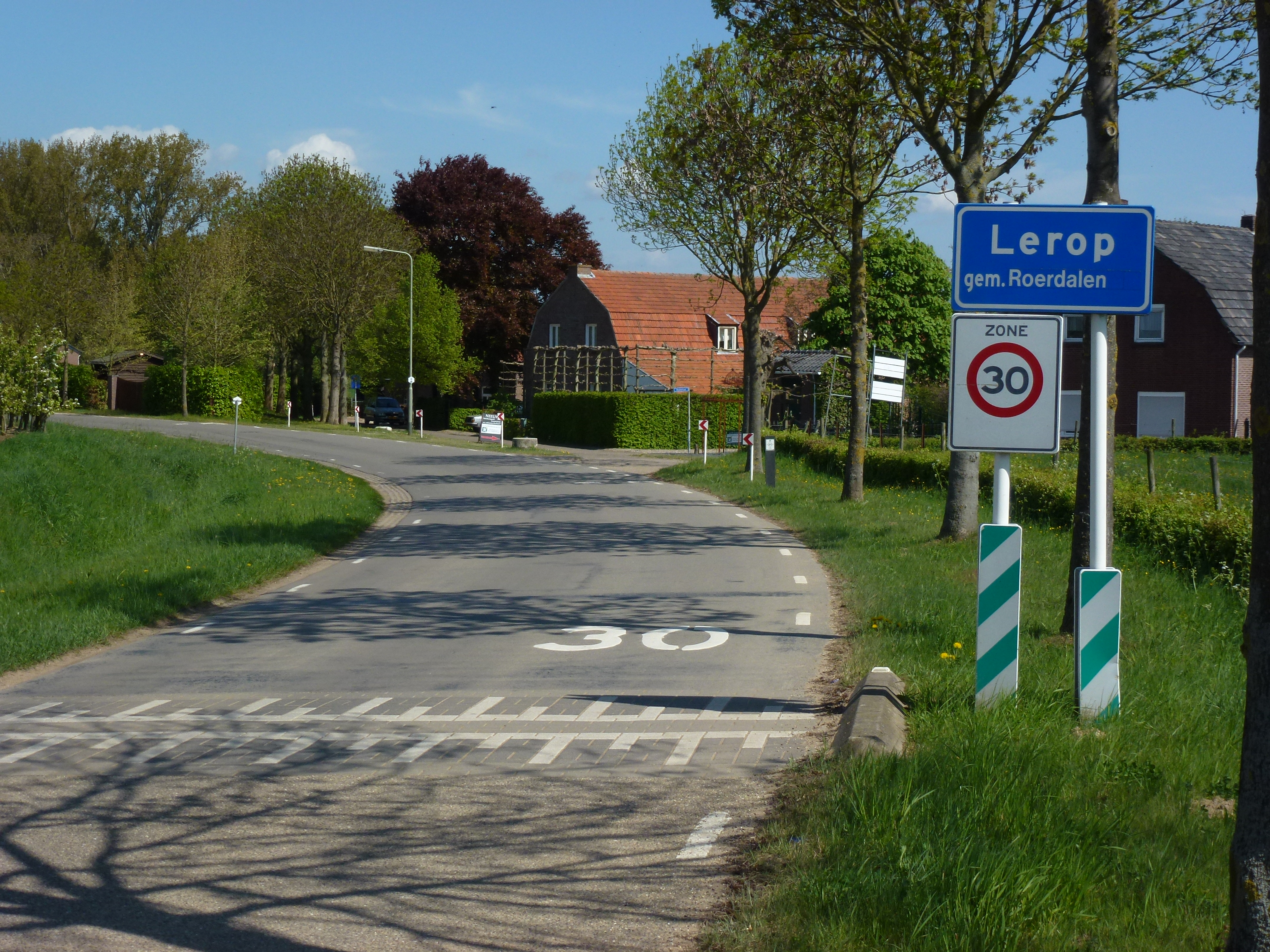
Entreebord
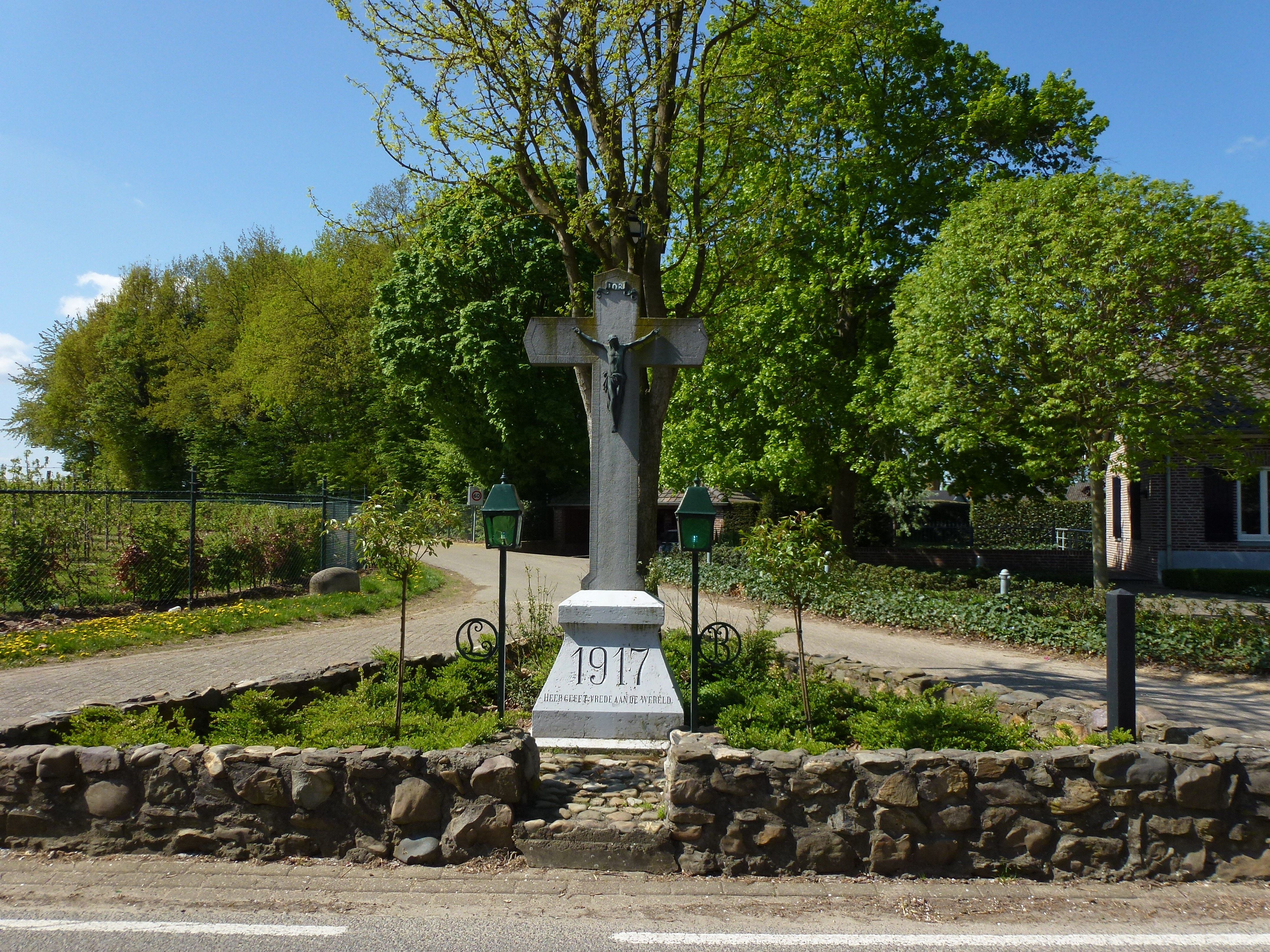
Wegkruis uit 1917
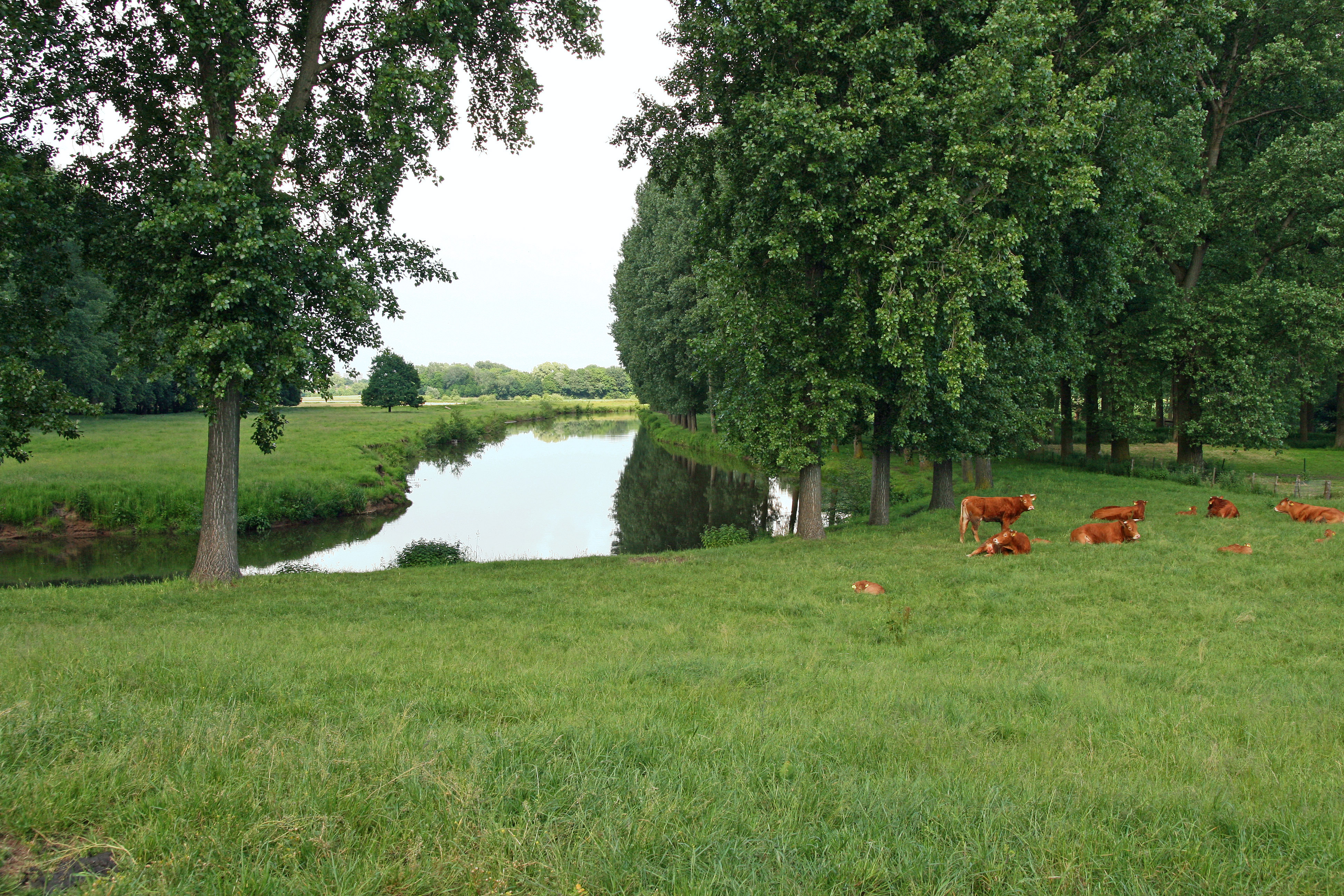
Bocht in de Roer bij Lerop
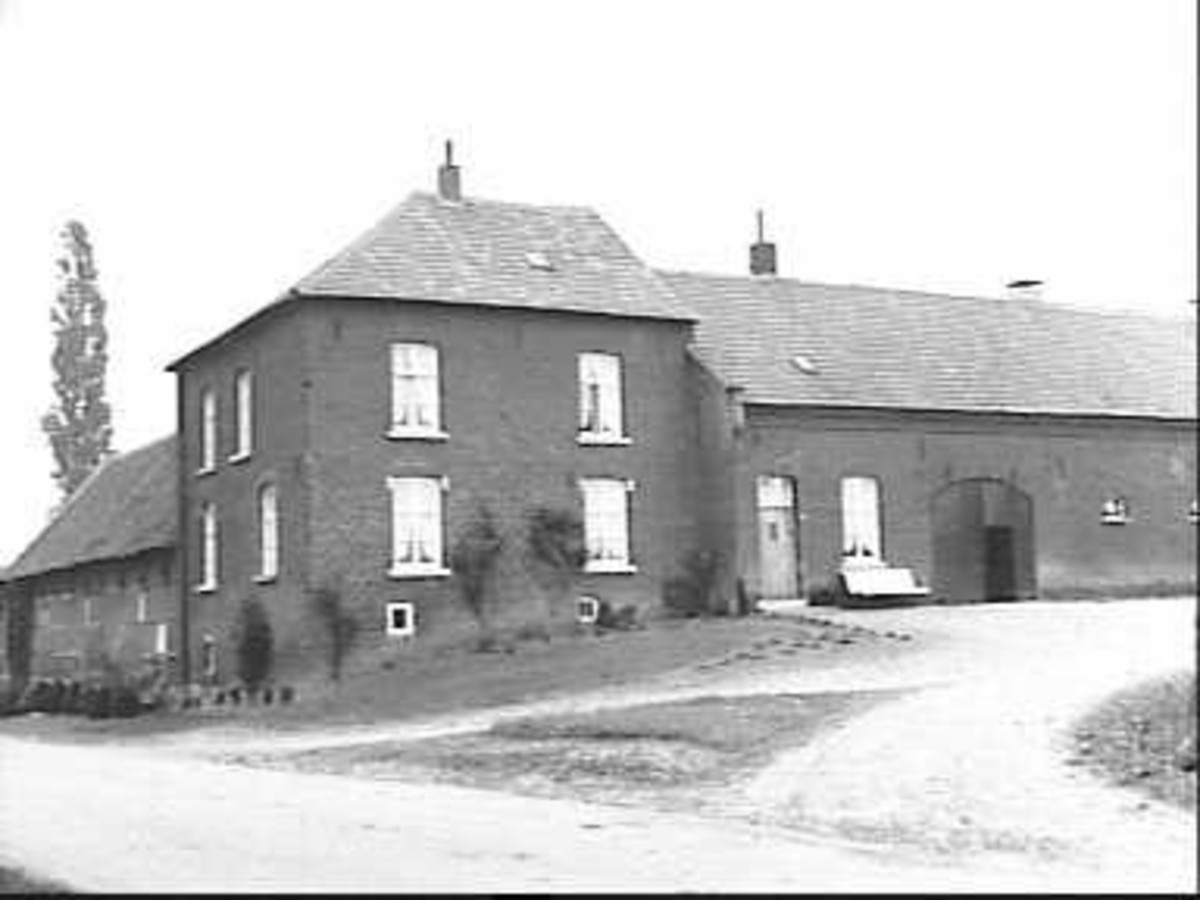
Boerderij

Etsberg · Herkenbosch · Lerop · Melick · Montfort · Paarlo · Posterholt · Reutje · Sint Odiliënberg · Vlodrop · Vlodrop-Station · Zittard

Voormalige gemeente: Ambt Montfort

Limburg: Steden en dorpen      Nederland: Provincies · Gemeenten